# گاستون بوتینی
گاستون بوتینی (انگلیسی: Gastone Bottini؛ زادهٔ ۲۴ فوریهٔ ۱۹۸۷) بازیکن فوتبال اهل ایتالیا است.
از باشگاه‌هایی که در آن بازی کرده‌است می‌توان به باشگاه فوتبال آ.ث. میلان اشاره کرد.